# Dawid Kupczyk
Dawid Kupczyk, né le 10 mai 1977 à Jelenia Góra, est un bobeur polonais.

## Biographie
Il est le fils du coureur Andrzej Kupczyk
Pour sa 5e participation aux Jeux olympiques, Dawid Kupczyk a été le porte-drapeau de la délégation polonaise.

## Palmarès
| Événement/Année | Événement/Année | 1998 | 2002 | 2006 | 2010 | 2014 |
| Jeux olympiques | bob à 4         | 22e  | 18e  | 15e  | 14e  | 27e  |
| Jeux olympiques | bob à 2         | -    | -    | -    | 16e  | 27e  |